# Blepisanis pallidipennis
Blepisanis pallidipennis är en skalbaggsart som först beskrevs av Plavilstshikov 1926.  Blepisanis pallidipennis ingår i släktet Blepisanis och familjen långhorningar.
Artens utbredningsområde är Kazakstan. Inga underarter finns listade.